# NGC 6965
NGC 6965 (również IC 5058 lub PGC 65376) – galaktyka soczewkowata (S0), znajdująca się w gwiazdozbiorze Wodnika. Odkrył ją 27 sierpnia 1857 roku R.J. Mitchell – asystent Williama Parsonsa. Jest to galaktyka z aktywnym jądrem typu LINER.